# Панамериканский союз
Панамерика́нский сою́з (англ. Pan-American Union) — межамериканская организация, в разное время выполнявшая функции консультативного органа американских республик, рабочего органа Организации американских государств.

## История создания
Инициатива создания Панамериканского союза принадлежала США, которые, реализуя политическую Доктрину Монро, под видом защиты общих интересов американских стран стремились установить своё влияние в Латинской Америке.
На I Панамериканской конференции (1889—1890 гг.) государственный секретарь США Джеймс Блейн выдвинул проект создания Межамериканского таможенного союза. Этот проект не встретил поддержки со стороны латиноамериканских стран, но 14 апреля 1890 года конференция приняла решение о создании объединения американских государств под названием Международный союз американских республик (англ. International Union of American Republics). Официальной целью создания организации был обмен экономической информацией. При нём учреждалось постоянное Коммерческое бюро американских республик (англ. Commercial Bureau of the American Republics), фактически подчинённое государственному секретарю США.
В 1902 году это объединение по решению II Панамериканской конференции было переименовано в Международное коммерческое бюро американских республик, для руководства им был создан Руководящий совет в составе дипломатических представителей латиноамериканских стран в Вашингтоне во главе с государственным секретарём США.
В 1910 году IV Панамериканская конференция, изменив название Международного союза американских республик на Союз американских республик (англ. Union of American Republics), одновременно переименовала Международное бюро американских республик в Панамериканский союз.
По конвенции 1928 года, принятой на VI Панамериканской конференции, Панамериканский союз — постоянный орган Панамериканских конференций, возглавляемый Руководящим советом.
После создания в 1948 году Организации американских государств (ОАГ) Панамериканский союз становится её центральным постоянным органом. В феврале 1970 года переименован в Генеральный секретариат.